# Nogent-sur-Aube
Nogent-sur-Aube är en kommun i departementet Aube i regionen Grand Est (tidigare regionen Champagne-Ardenne) i nordöstra Frankrike. Kommunen ligger  i kantonen Ramerupt som ligger i arrondissementet Troyes. År 2022 hade Nogent-sur-Aube 311 invånare.

## Befolkningsutveckling
Antalet invånare i kommunen Nogent-sur-Aube
Referens: INSEE